# 5558 Johnnapier
5558 Johnnapier este o planetă minoră (asteroid), cu un diametru de 2,327 km, din centura de asteroizi. A fost descoperită pe 24 noiembrie 1989 la Observatorul Siding Spring de Robert H. McNaught și a fost numită după John Napier. 
Obiectul prezintă o orbită caracterizată de o semiaxă mare de 1,9353855 UAi, o excentricitate de 0,11, o înclinație de 23,37944 ° în raport cu ecliptica.